# Mikro- og makrohistorie
Mikro- og makrohistorie er et modsætningspar der opstod i 1960'erne,
indenfor historieskrivning . Foranledningen var en større interesse for
beskrivelsen af små begivenheder, og til en vis del var denne interesse
også en kritik af den store historieskrivning, om verdenshistorien
eller civilisationens udvikling, og den karakter af teleologi som den
store historieskrivning – makrohistorien – drog med. Det er på den måde mikrohistorien, der aktivt
udvikles, og søges beskrevet. Der er ikke nogen eksakt afgrænsing mellem
mikro- og makrohistorie.

## Mikrohistorie
Mikrohistoriens fokus er en nøje analyse af et meget
afgrænset historisk forskningsfelt (f.eks. en by eller et
herred).
Et godt eksempel på en mikrohistorisk undersøgelse er Hans Henrik Appels doktordisputats Tinget, magten og æren – studier i sociale processer og magtrelationer i et jysk bondesamfund i 1600-tallet fra
1999, hvor retsforhold i Skast Herred danner udgangspunktet for en
analyse af domstolene i 1600-tallet.
Teoretisk antages det undersøgte felt at afspejle mere generelle
tendenser i det omkringliggende samfund, og det er derfor muligt at
indsamle og selektere den nødvendige datamængde.
En kritik af mikrohistorien kan eksempelvis formuleres på den måde at den
ud fra iagttagelser i et afgrænset historisk forskningsfelt, finder
generelle tendenser i samfundet, hvilket metodologisk set er
ekstrapolation.
En anden kritik er at mikrohistorien principielt set er inventorisk, og
at slutresultatet af mikrohistorierne er et uoverskueligt, og derfor
værdiløst register, det vil sige, at mikrohistorien forvandler
historieskrivningen til fortsættet om at skrive alle menneskers historie.

## Eksterne link
- MICROHISTORY NETWORK Arkiveret 29. januar 2012 hos  Wayback Machine